# Micralictoides altadenae
Micralictoides altadenae är en biart som först beskrevs av Michener 1937.  Micralictoides altadenae ingår i släktet Micralictoides och familjen vägbin. Inga underarter finns listade i Catalogue of Life.